# リューゲン島侵攻 (1678年)
リューゲン島侵攻（独: Invasion Rügens）は、スコーネ戦争（スウェーデン・ブランデンブルク戦争）中のグレゴリオ暦1678年9月22日（当時のプロイセン及びスウェーデンで通用していたユリウス暦では1678年9月12日。以下の記述は全てグレゴリオ暦に倣う）から9月24日にかけて遂行された軍事作戦である。これはスウェーデンが支配していたリューゲン島の、ブランデンブルク＝プロイセン・デンマーク連合軍による占領に帰結した。
またこの作戦は、長らく計画された上で直後に始まったシュトラールズント攻囲戦の前哨戦となった。

## 前史
この戦争におけるリューゲン島への最初の侵攻は、すでに1677年9月17日に実施されており、デンマーク軍がベルゲンの戦いを経て全島からのスウェーデン軍の駆逐に成功した。それから間もなく、オットー・ヴィルヘルム・フォン・ケーニヒスマルク元帥率いるスウェーデン軍が島の奪還を試み、1678年1月18日のヴァークゾウの戦いに勝利し、その目的を果たす。
この戦勝にも拘らず、とりわけデンマーク軍が夏の間にもリューゲン島を幾度も襲撃したため、同島の安全が継続的に守られることはなかった。
リューゲン島の保持は、双方の陣営にとって戦略的に重要であった。なぜなら、この島を占領する方がスウェーデン領ポメラニアで最も重要なスウェーデン側の要塞、即ち大陸の岸辺にあるシュトラールズントへの補給路を確保することになったからである。また、それはスウェーデンの掌中にあるシュトラールズント要塞の攻略を成功させる上で、根本的な前提条件でもあった。

## リューゲン島への侵攻

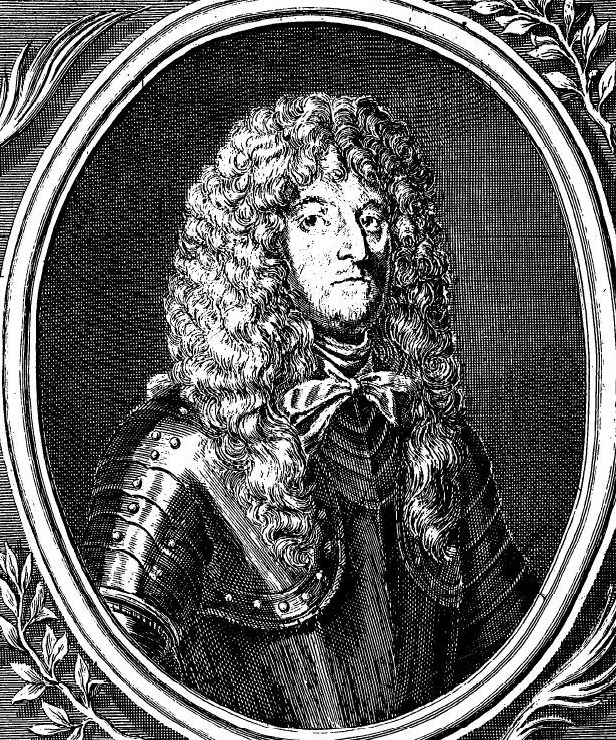
スウェーデンのケーニヒスマルク元帥。

デンマークはこの侵攻に向けて上陸を援護するべく、総勢27隻の軍艦を集結させた。さらに、ブランデンブルク海軍も合計10隻の軍艦を用意する。その7隻はブランデンブルク海軍の総監、ベンヤミン・ラウレの傭船（大砲107名及び乗組員435名）であり、3隻は選帝侯フリードリヒ・ヴィルヘルムが自ら準備したものである。
ブランデンブルクの一軍は1678年7月以降、フォアポンメルンで待機していた。しかし作戦開始は、ベンヤミン・ラウレ指揮下のブランデンブルク艦隊が8月まで遅れたため、それまで延期された。さらに、ブランデンブルク軍は輸送手段の確保に長い時間を要した。
輸送艦隊は大型船210隻と、小型船140隻から構成されていた。
戦列艦部隊の指揮はデンマーク海軍の提督、ニールス・ユール中将が執った。輸送艦部隊を率いたのはコーネリス・トロンプ大将である。ブランデンブルク軍上陸部隊の指揮は、ゲオルク・フォン・デアフリンガー元帥に託された。その兵力は胸甲騎兵1,440名、竜騎兵300名、歩兵5,500名の総勢7,240名である。また6ポンド砲4門、3ポンド砲14門の野砲と砲兵76名を擁していた。デンマーク軍の上陸部隊の兵力は1,800名であった。
これらの艦隊はグライフスヴァルト湾のに集結した。作戦計画ではデンマーク軍が島の北から、ブランデンブルク軍が南から上陸し、スウェーデン軍の限られた兵力を分散させる予定となっていた。
選帝侯フリードリヒ・ヴィルヘルム率いるブランデンブルク艦隊は、9月22日に抜錨した。スウェーデン軍に対して上陸地点をできるだけ長期間にわたって秘匿するため、艦隊をパルマー・オルトに向け、そこからプットブスへと北東に針路を取り、同地で上陸する計画であった。
しかし艦隊がパルマー・オルトに到達すると、風向は北東に変わった。そのため、予定の機動はもはや実行できなくなる。さらにスウェーデン軍はリューゲン島南端のツーダー半島に大砲を設置し、侵攻艦隊に砲門を開く。この危機の中、砲弾が選帝侯のすぐ近くに命中した。しかし、他には目立った損害は無かった。それ以上、風向は変わらなかったので、艦隊は大変な労力を払ってスウェーデン軍の大砲の射程外に出ると、より良い風を待つべく投錨した。
ニールス・ユール提督指揮下のデンマーク軍は9月22日、アルコナ岬の漁村、ヴィットで上陸を果たす。現地に居たスウェーデン軍の小部隊は上陸を阻もうとしたが、シャーベ砂州の向こうに押し戻された。この小競り合いでデンマーク軍は戦死者57名と負傷者52名を出している。スウェーデン側の損害は、さらに大きかった。その後、デンマーク軍は狭隘なシャーベ砂州の入り口で防備を固めた。スウェーデン軍のケーニヒスマルク元帥はデンマーク軍の上陸を報じられると、今や絶望的な状況に陥った自軍を即刻アルテフェーアへ撤退させるよう命じる。

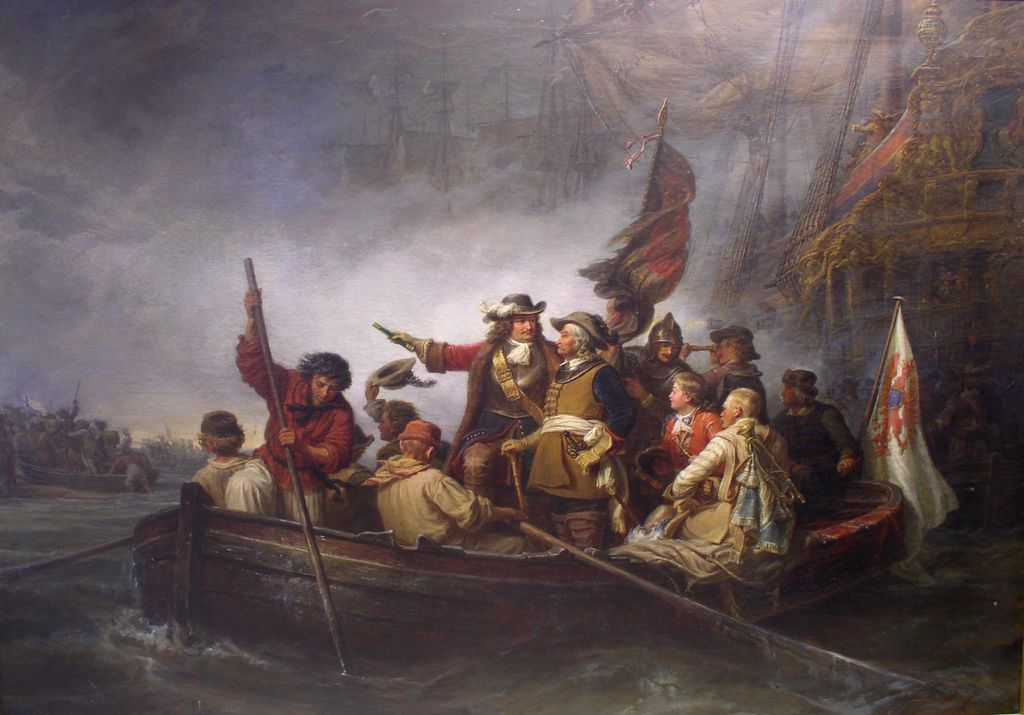
リューゲン島に上陸する選帝侯フリードリヒ・ヴィルヘルムを描いた、同時代の絵画。

選帝侯はデンマーク軍の上陸によってもどかしい気持ちになり、次善の地点から上陸するよう命令を下した。この時点ではスウェーデン軍が退却したという情報が届いておらず、その攻撃がデンマーク軍に集中することを危惧したのである。こうしてブランデンブルク軍は1678年9月23日、ノイカンプで陸に上がった。そこには大砲8門と騎兵隊を擁するスウェーデン軍の砦があったが、上陸して来た部隊への砲撃は不首尾に終わる。次々に兵力を増すブランデンブルク軍が大砲を配置し、砦への砲撃を開始するとスウェーデン軍は撤退した。

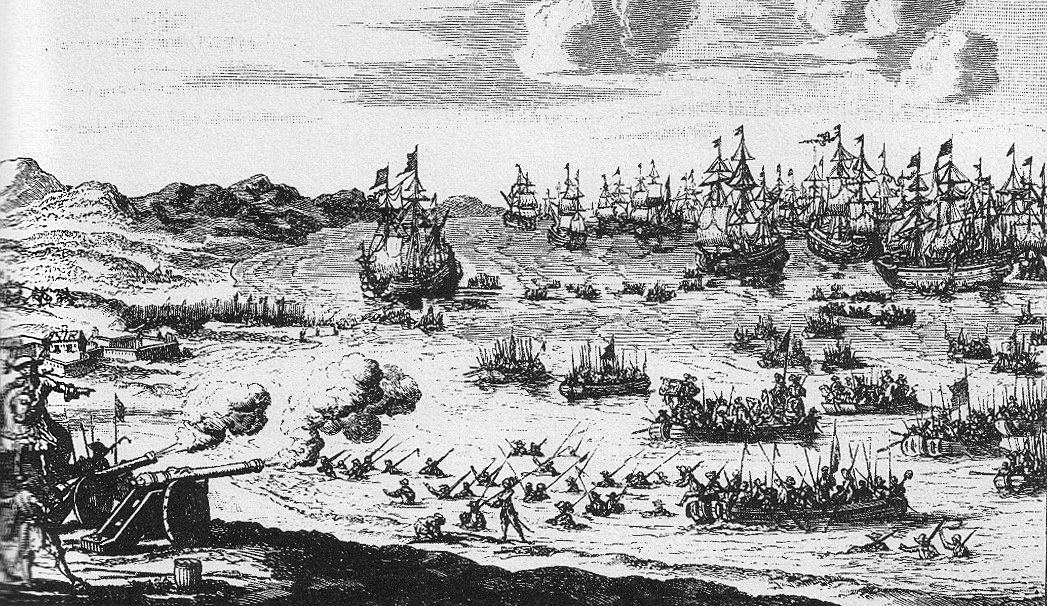
1678年9月23日、ノイカンプで上陸中にスウェーデン軍の砲撃を受けるブランデンブルク軍の様子。（ヤン・ファン・ロイケンの作品）

上陸部隊は2時間の内に完全に揚陸された。選帝侯と並んで、ブランデンブルク軍のデアフリンガー元帥もその場に居た。
陸に上がった歩兵部隊はすぐ、事前の訓練通りに予期された反撃に備え、拒馬を置き始める。ツーダー半島から駆けつけたケーニヒスマルクは、完全に戦闘態勢を整えたブランデンブルク軍を見ると退却を開始した。続いてブランデンブルク騎兵がスウェーデン軍に加えた追撃により、同軍から200名の捕虜が出ている。デアフリンガーと指揮下の騎兵隊は9月24日の朝、スウェーデン軍の追撃を再開した。スウェーデン軍はすでにアルテフェーアに到着していたが、誰もがシュトラールズントへ渡りたがっていたため、そこで収拾のつかない混乱が発生していた。ブランデンブルク軍はこの機に乗じ、砦に突撃する。そして捕虜700名、軍馬250頭及び全ての大砲の奪取に成功した。ケーニヒスマルクはようやくのことで逃れたが、過積載状態となった多くのボートが渡航の間に沈没している。
同じくらい容易に、ブランデンブルク軍は重要なノイフェーア砦を制圧した。なぜならこの砦の守備隊はほとんど、1月のヴァークゾウの負け戦で生じたデンマーク軍とブランデンブルク軍の捕虜から構成されており、彼らはスウェーデン士官の命令に反抗し、戦うことなく砦をブランデンブルク軍に明け渡したからである。こうしてリューゲン島は、再び連合軍が占領することになった。

## 侵攻の結果
島の征服によって、ブランデンブルク軍が攻囲していたスウェーデンのシュトラールズント要塞の命運は決した。デンマーク軍の部隊が島に残る一方、ブランデンブルク軍は攻囲戦に参加するべく再び大陸に移った。
連合軍は町の半分を炎上させた激しい砲撃の末、1678年10月22日までにこの要塞を制圧する。
事前の合意に従い、リューゲン島は完全にデンマーク軍の占領下に置かれ、講和の締結までそのままであった。続いて1679年6月29日、サン＝ジェルマン講和条約が結ばれると再びスウェーデンに返還される。この島自体は数多くの戦闘と多数の外国の軍勢によって経済的に荒廃したので、デンマークの占領軍は終戦まで本国から補給を受けなくてはいけなかった。

## 記念

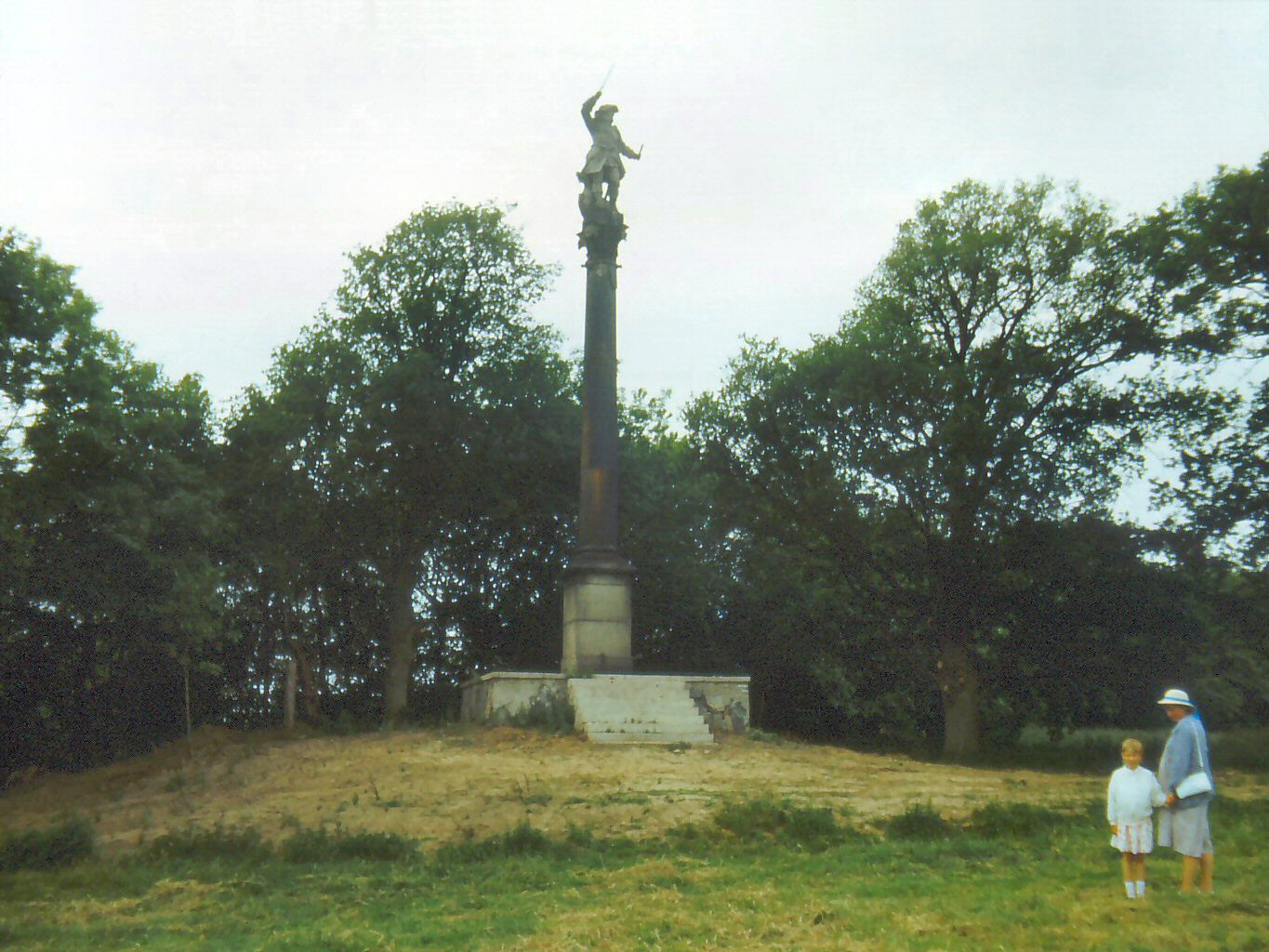
1854年、上陸地点のすぐ近くに建てられたプロイセン記念柱。

幾度も実施されたリューゲン島への上陸を記念するため、プロイセン国王フリードリヒ・ヴィルヘルム4世は1854年と1855年、高さ15メートルのプロイセン記念柱をかつての上陸地点に建てさせた。大選帝侯フリードリヒ・ヴィルヘムの像を飾ったノイカンプの記念碑の除幕式は、1854年10月15日に行われた。これらの記念柱は、バルト海南岸の一帯におけるプロイセンの覇権を示すものでもあったのである。

## 文献
- マーレン・ローレンツ（ドイツ語版）: Das Rad der Gewalt. Militär und Zivilbevölkerung in Norddeutschland nach dem Dreißigjährigen Krieg (1650–1700). Böhlau, Köln u. a. 2007, ISBN 978-3-412-11606-4.
- オットー・ヴェントラー（ドイツ語版）: Geschichte Rügens von der ältesten Zeit bis auf die Gegenwart. F. Becker, Bergen u. a. 1895.
- クルト・ヤニー（ドイツ語版）:Geschichte der Preußischen Armee. Vom 15. Jahrhundert bis 1914. Band 1: Von den Anfängen bis 1740. 2., 増補版。 Biblio-Verlag, Osnabrück 1967, p.258–261.

## 典拠
1. 1 2 3 4 5  Curt Jany: Geschichte der Preußischen Armee. p. 259及び次頁。